# Unió Internacional Demòcrata
La Unió Internacional Demòcrata (en anglès: International Democrat Union, IDU) és una agrupació de partits polítics anticomunistes, principalment conservadors i en alguns casos demòcrata cristians i liberals, fundada el 1983, amb seu a Londres, Regne Unit. La Unió Internacional Demòcrata proporciona un fòrum en el qual els partits amb creences semblants poden reunir-se, amb possibilitat d'actuar cooperativament, establir contactes, i presentar una veu unificada per a promoure les seves idees a través del món. El grup va ser fundat el 1983 per diversos caps d'estat i de govern prominents, com la Primera Ministra del Regne Unit, Margaret Thatcher; el President dels Estats Units, George H. W. Bush; el Canceller d'Alemanya, Helmut Kohl i el President de França, Jacques Chirac.
Sent un total de 46 els membres associats, és presidit pel exprimer ministre d'Austràlia, John Howard.
La Unió Internacional Demòcrata està a més associada amb diverses organitzacions regionals: —la Unió demòcrata d'Àfrica, la Unió demòcrata de les Amèriques, la Unió Demòcrata d'Àsia-Pacífic, la Unió Carib Demòcrata i la Unió Europea Demòcrata—, així com la Unió Jove Internacional Demòcrata i la Unió Internacional de Dones Demòcrates.

## Partits membres
Els seus membres són:
- Albània: Partit Democràtic d'Albània (PD)
- Alemanya: Unió Demòcrata Cristiana d'Alemanya (CDU), Unió Social Cristiana de Baviera (CSU)
- Argentina: Propuesta Republicana (PRO)
- Austràlia: Partit Liberal d'Austràlia (Lib)
- Àustria: Partit Popular d'Àustria (ÖVP)
- Azerbaidjan: Partit de la Independència Nacional de l'Azerbaidjan (AMIP)
- Belize: Partit Democràtic Unit (Belize) (DUP)
- Belarús: Partit del Front Popular de Belarús (PBNF)
- Bolívia: Moviment Social Democràtic (MDS), Acció Democràtica Nacionalista (ADN)
- Bòsnia i Hercegovina: Partit d'Acció Democràtica (Bòsnia i Hercegovina) (SDA), Partit del Progrés Democràtic (PDP)
- Brasil: Demócratas (DEM)
- Bulgària: Ciutadans pel Desenvolupament Europeu de Bulgària (GERB), Unió de Forces Democràtiques (SDS)
- Canadà: Partit Conservador del Canadà (Con)
- Xile: Renovació Nacional (RN), Unió Demòcrata Independent (UDI)[1]
- Colòmbia: Partit Conservador de Colòmbia (PCC) Centre Democràtic (CD)
- Corea del Sud: Partit Llibertat de Corea (JKD)
- Croàcia: Unió Democràtica Croata (HDZ)
- Xipre: Reagrupament Democràtic (DISY)
- Cuba: Directori Democràtic Cubà
- Dinamarca: Partit Popular Conservador (K)
- Equador: Partido Social Cristiano (Equador) (PSC), Movimiento Creando Oportunidades (CREO)
- El Salvador: Alianza Republicana Nacionalista (ARENA)
- Espanya: Partido Popular (PP)
- Eslovènia: Partit Democràtic Eslovè (SDS)
- Estats Units d'Amèrica: Partit Republicà dels Estats Units (Rep/GOP)
- Estònia: Isamaa (I)
- Finlàndia: Partit de la Coalició Nacional (Kokoomus)
- França: Els Republicans (França) (LR)
- Geòrgia: Moviment Nacional Unit (ENM)
- Ghana: Nou Partit Patriòtic de Ghana (NPP)
- Granada: New National Party (Granada) (NPP)
- Grècia: Nova Democràcia (ND)
- Guatemala: Partit Unionista (Guatemala) (PUn)
- Hondures: Partit Nacional d'Hondures (PNH)
- Hongria: Fidesz – Unió Cívica Hongaresa
- Índia: Partit Bharatiya Janata (BJP)[2]
- Islàndia: Partit de la Independència (Islàndia) (xD)
- Israel: Likkud, Front Popular de Judea.
- Kenya: Partit Democràtic (Kenya) (DP)
- Líban Forces Libaneses (FL)
- Lituània: Unió Patriòtica - Democristians Lituans (LS)
- Macedònia del Nord: VMRO–DPMNE (VMRO - DPMNE)
- Maldives: Partit Democràtic Maldivo (MDP)
- República de Moldàvia: Partit Liberal Democràtic de Moldàvia (PLDM)
- Marroc: Istiqlal (PI)
- Mongòlia: Partit Democràtic (Mongòlia)
- Nicaragua: Partit Conservador de Nicaragua
- Nova Zelanda: Partit Nacional de Nova Zelandal
- Noruega: Partit Conservador de Noruega (Høyre)
- Panamà: Canvi Democràtic (Panamà)
- Paraguai: Partit Colorado (Paraguai) (ANR-PC)
- Perú: Partit Popular Cristià (PPC)
- Portugal: Centre Democràtic Social / Partit Popular (Portugal) (CDS/PP)
- Regne Unit: Partit Conservador (Regne Unit) (Con)
- Txèquia: Partit Democràtic Cívic (ODS)
- República de la Xina: Guomindang (Partido Nacionalista Chino)
- República Dominicana: Partit Reformista Social Cristià (PRSC) i Força Nacional Progressista (FNP)
- Rússia: Unió de Forces de Dreta
- Sèrbia: Partit Democràtic de Sèrbia (DSS)
- Sri Lanka: Partit Nacional Unit
- Suècia: Partit Moderat (Suècia)
- Tanzània: Partit per a la Democràcia i el Progrés
- Uganda: Fòrum per al Canvi Democràtic
- Veneçuela: Projecte Veneçuela (ProVen)

El Partit Republicà Social Cristià de Costa Rica, i el Partit Panameñista de Panamà no són membres de la Unió Internacional Demòcrata però si de la seva secció regional, la Unió de Partits Llatinoamericans.

## Partits associats
- Belarús: Partit Cívic Unit de Belarús
- Geòrgia: Partit de la Nova Dreta
- Malta: Partit Nacionalista (Malta) (PN)
- Moçambic: Resistència Nacional de Moçambic (RENAMO)
- Namíbia: Aliança Democràtica de Turnhalle
- Panamà: Partit Panameñista
- Saint Christopher i Nevis: Moviment d'Acció Popular (PAM)
- Ucraïna: Unió Panucraïnesa "Pàtria"

## Partits observadors
- Sèrbia: G17 Plus